# Bailey Olter
Bailey Olter (ur. 27 marca 1932 na wyspie Mokil, w stanie Pohnpei, ówczesny Mandat Południowego Pacyfiku, zm. 16 lutego 1999 w Kolonii, w stanie Pohnpei) – polityk mikronezyjski.
Trzeci prezydent Mikronezji od 15 maja 1991 roku do 8 maja 1997 roku. Jego kariera obejmowała spełnianie takich funkcji jak: skarbnik stanu Pohnpei, przewodniczący spraw zagranicznych w pierwszym i drugim Kongresie Mikronezji i mikronezyjski doradca amerykańskiej delegacji do Rady Powierniczej Organizacji Narodów Zjednoczonych. Był drugim wiceprezydentem Mikronezji (1983–1987) przed wybraniem na prezydenta w 1991 roku i ponownie w 1995 roku. Został ubezwłasnowolniony po przejściu udaru mózgu w 1996 roku.